# Lex ferenda
Lex ferenda ('wet die moet worden gemaakt') is een Latijnse uitdrukking die juristen gebruiken om te spreken over toekomstig recht dat ze wenselijk achten, meestal een hervorming van het geldende, positieve recht (lex lata). Over wat wenselijk is, kunnen de meningen natuurlijk verschillen. Veelal treft men de uitdrukking aan in een academische context, in de ablatiefvorm de lege ferenda ('betreffende het te maken recht').